# محمد ابراهیم السید
محمد ابراهیم السید (به عربی: محمد إبراهيم السيد؛ زادهٔ ۱۶ مارس ۱۹۹۸) یک کشتی‌گیر فرنگی‌کار اهل مصر است. از افتخارات وی می‌توان به کسب مدال برنز المپیک ۲۰۲۰ توکیو اشاره کرد. وی سابقه حضور در المپیک ۲۰۲۴ پاریس را دارد. 

## فعالیت حرفه‌ای

### المپیک ۲۰۲۰ توکیو
السید در وزن ۶۷ کیلوگرم کشتی فرنگی المپیک ۲۰۲۰ توکیو حاضر بود که در کشتی‌های اول و دوم هان‌سو ریو از کره جنوبی و کارن اصلانیان از ارمنستان را شکست داد اما در نیمه نهایی به پرویز نصیب‌اف از اوکراین باخت و به دیدار رده‌بندی رفت. وی در دیدار رده‌بندی آرتم سورکوف از روسیه را شکست داد و مدال برنز وزن ۶۷ کیلوگرم را بدست آورد.